# Bać
Bać (cyr. Баћ) – wieś w Czarnogórze, w gminie Rožaje. W 2011 roku liczyła 629 mieszkańców.